# Joakim Andersson (företagsledare)
Per Martin Joakim Andersson, född 7 november 1974, är en svensk företagsledare som var finansdirektör för investmentbolaget Kinnevik AB under åren 2015–2019. Han var även tillförordnad VD för Kinnevik 2017–2019. I september 2020 utsågs Andersson till finanschef för Cint.
Han har arbetat inom Kinnevik sedan 2001 och där han haft höga chefspositioner hos deras bankgrupp Banque Invik S.A. i Luxemburg (2001–2007) och vart skattmästare (2007–2014) och tillförordnad VD (2016–2018) på koncernnivå.
Andersson avlade en civilekonomexamen vid Växjö universitet.